# Indian Campaign Medal
La Indian Campaign Medal (en français : Médaille de la campagne indienne) est une médaille qui a été créée par ordre du département de la Guerre des États-Unis (War Department) par l'ordonnance générale 12 en 1907. La médaille a été attribuée rétroactivement à tout soldat de l'armée américaine ( US Army) ayant participé aux guerres contre les Amérindiens entre 1865 et 1891..

## Contexte
La Indian Campaign Medal a été créée par l'ordonnance générale 12 du ministère de la Guerre en 1907. Elle a été créée en même temps que la Civil War Campaign Medal (Médaille de campagne de la guerre civile).
Le ruban initial était entièrement rouge ; toutefois, deux bandes noires ont été ajoutées en décembre 1917 en raison de la similitude avec un ruban utilisé par les Français pour la Légion d'honneur française.
Les banderoles de campagne du même modèle que le ruban de service sont autorisées à être arborées par les unités recevant des crédits de campagne pour les guerres indiennes dès 1790. Les inscriptions pour les banderoles affichées sur le drapeau de l'organisation seront celles indiquées dans la lignée et les honneurs de l'unité. Les inscriptions pour les 14 banderoles affichées sur le drapeau de l'armée sont énumérées dans AR 840-10 et AR 600-8-22.

## Campagnes éligibles
Le Code des règlements fédéraux (Code of Federal Regulations) déclare que le service dans les campagnes suivantes est un critère d'attribution de la Indian Campaign Medal:
1. Campagne de Miami, janvier 1790 - août 1795[3].
2. Tippecanoe, septembre - novembre 1811[3].
3. Guerres des Creek, 1813-1814 et 1836-1837[3].
4. Guerres séminoles, 1817-1818, 1835-1842, et 1855-1858[3].
5. Guerre de Black Hawk, avril-septembre 1832[3].
6. Guerre des Snakes dans le sud de l'Oregon, l'Idaho, le nord de la Californie et le Nevada entre 1865 et 1868.
7. Campagne comanche, contre les Comanches et les tribus confédérées du Kansas, du Colorado, du Texas, du Nouveau-Mexique et du Territoire indien entre 1867 et 1875.
8. La guerre des Modocs entre 1872 et 1873.
9. Contre les Apaches en Arizona en 1873.
10. Contre les Cheyennes du Nord et les Sioux entre 1876 et 1877.
11. Guerre des Nez-Percés en 1877[3].
12. Guerre des Bannocks en 1878[3].
13. Contre les Cheyennes du Nord entre 1878 et 1879.
14. Contre les Sheep-Eaters, les Piutes et les Bannocks entre juin et octobre 1879.
15. Massacre de Meeker contre les Utes au Colorado et en Utah entre septembre 1879 et novembre 1880[3].
16. Contre les Apaches en Arizona et au Nouveau-Mexique entre 1885 et 1886.
17. Massacre de Wounded Knee contre les Sioux dans le Dakota du Sud entre novembre 1890 et janvier 1891[3].
18. Contre les Indiens hostiles dans toute autre action au cours de laquelle des troupes américaines ont été tuées ou blessées entre 1865 et 1891[1].

## Apparence
Le Code of Federal Regulations décrit la médaille comme suit :
La médaille en bronze mesure 69,85 mm de diamètre. Sur l'avers figure un Indien monté, de profil sinistre, coiffé d'un bonnet de guerre et tenant une lance dans sa main droite. Au-dessus du cavalier figurent les mots "INDIAN WARS", et en dessous, de part et d'autre d'un crâne de bison, le cercle est complété par des pointes de flèches, disposées de façon conventionnelle. Au revers se trouve un trophée, composé d'un aigle perché sur un canon soutenu par des drapeaux croisés, des fusils, un bouclier indien, une lance et un carquois de flèches, une machette cubaine et un kriss sulu. Sous le trophée figurent les mots "FOR SERVICE". Le tout est entouré d'un cercle composé des mots "UNITED STATES ARMY" dans la moitié supérieure et de treize étoiles dans la moitié inférieure. La médaille est suspendue par un anneau à un ruban de soie moirée de 41,275 mm de longueur et 41,275 mm de largeur composé d'une bande rouge (6,35 mm), d'une bande noire (4,762 5 mm), d'une bande rouge (12,7 mm), d'une bande noire (4,762 5 mm) et d'une bande rouge (6,35 mm)
.
La Indian Campaign Medal n'était décernée qu'une seule fois et aucun dispositif ou service stars (étoile de service) n'était autorisé pour ceux qui avaient participé à plusieurs actions. La seule attache autorisée à la médaille était la silver citation star (étoile de citation en argent), décernée pour une conduite méritoire ou héroïque. L'étoile de citation en argent était le prédécesseur de l'étoile d'argent et a été décernée à onze soldats entre 1865 et 1891.
À l'origine, la médaille avait un ruban rouge uni. En 1917, deux bandes noires ont été ajoutées au ruban. La raison de ce changement est que le ruban de la Indian Campaign Medal était facilement confondu avec le ruban de la Légion d'honneur française qui avait également un ruban rouge uni.

## Galerie

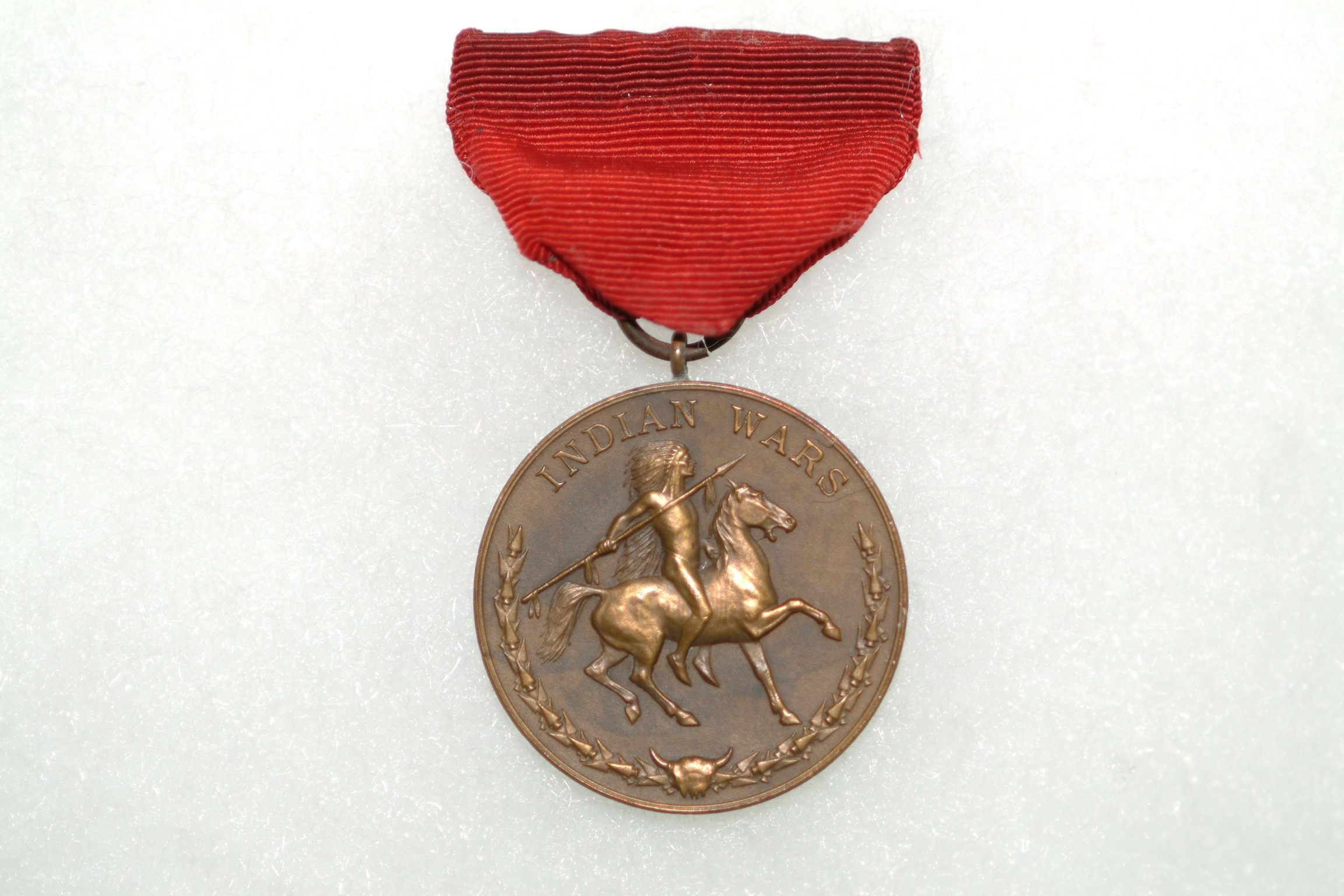
Avers, avant 1917
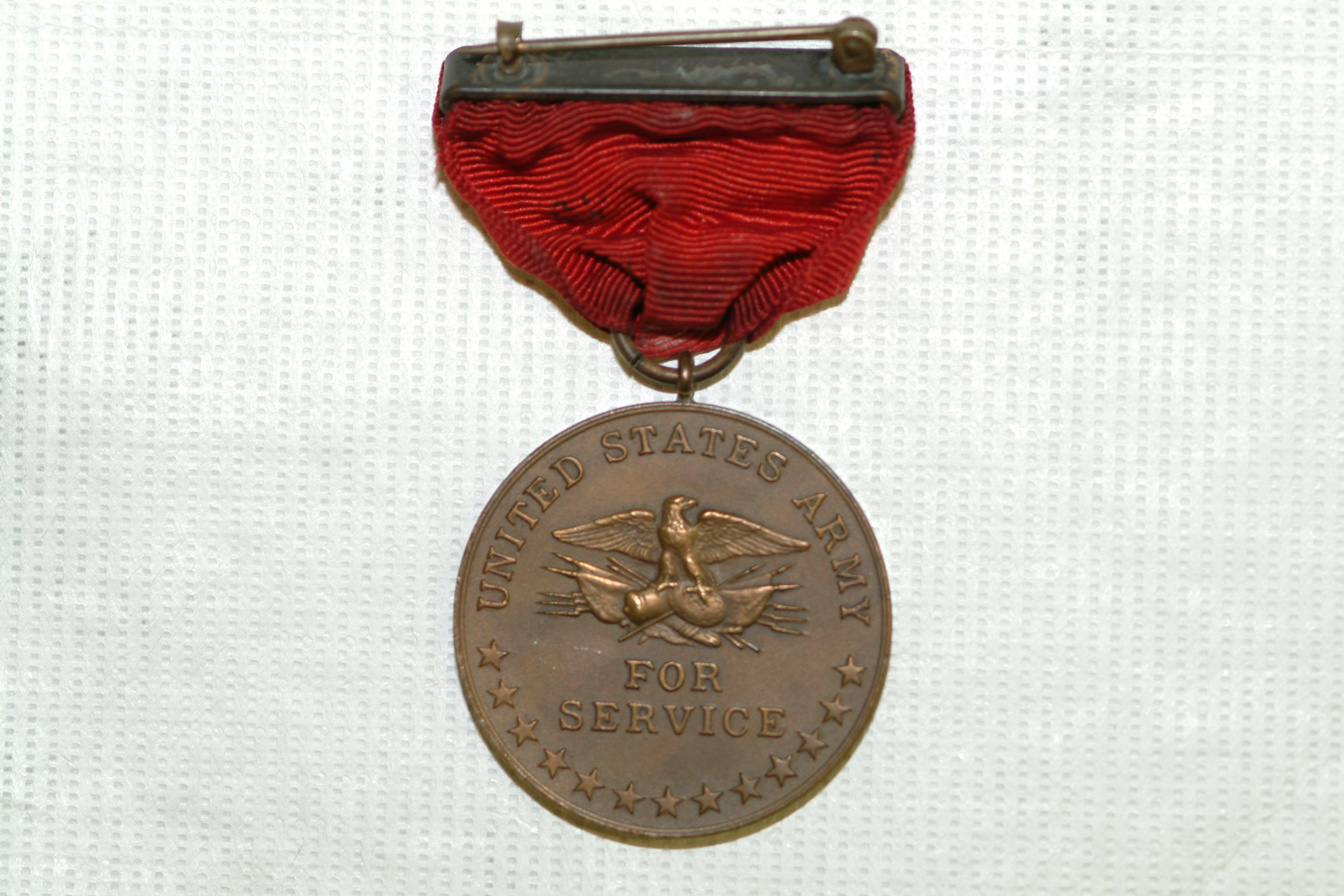
Revers, avant 1917

## Source
- (en) Cet article est partiellement ou en totalité issu de l’article de Wikipédia en anglais intitulé « Indian Campaign Medal » (voir la liste des auteurs).